# دارلینگتن پوینت
دارلینگتن پوینت (به انگلیسی: Darlington Point) یک شهرک در استرالیا است که در Murrumbidgee Shire واقع شده‌است.